# Josef Koudelka
Josef Koudelka, född 10 januari 1938 i Boskovice, Tjeckoslovakien, är en tjeckisk fotograf.

## Priser
- Robert Capa Gold Medal Award, National Press Photographers Association (1969)
- British Arts Council Grant to cover Kendal and Southend (1972)
- British Arts Council Grant to cover Gypsy life in Britain (1973)
- British Arts Council Grant to cover life in the British Isles (1976)
- Prix Nadar (1978)
- The United States National Endowment for the Arts Photography Grant (1980)
- Grand Prix National de la Photographie (1987)
- Grand Prix Henri Cartier-Bresson (1991)
- Hasselbladpriset (1992)
- Cornell Capa Infinity Award, International Center of Photography (2004)